# 定州
定州（ていしゅう）は、中国にかつて存在した州。南北朝時代から民国初年にかけて、現在の河北省中部に設置された。

## 魏晋南北朝時代
397年（皇始2年）、北魏により設置された。定州は中山郡・常山郡・鉅鹿郡・博陵郡・北平郡の5郡を管轄した。

## 隋代
隋初には、定州は2郡5県を管轄した。583年（開皇3年）、隋が郡制を廃すると、定州の属郡は廃止された。596年（開皇16年）に定州から分割されて深州が置かれたが、605年（大業元年）に深州は廃止され、再び定州に統合された。607年（大業3年）に州が廃止されて郡が置かれると、定州は博陵郡と改称され、下部に10県を管轄した。613年（大業9年）、博陵郡は高陽郡と改称された。隋代の行政区分に関しては下表を参照。
| 隋代の行政区画変遷 | 隋代の行政区画変遷          | 隋代の行政区画変遷 | 隋代の行政区画変遷 | 隋代の行政区画変遷                                                  |
| 区分               | 開皇元年                    | 開皇元年           | 区分               | 大業3年                                                             |
| ------------------ | --------------------------- | ------------------ | ------------------ | ------------------------------------------------------------------- |
| 州                 | 定州                        | 定州               | 郡                 | 博陵郡                                                              |
| 郡                 | 鮮虞郡                      | 博陵郡             | 県                 | 鮮虞県 義豊県 北平県 恒陽県 隋昌県 毋極県 深沢県 唐県 新楽県 安平県 |
| 県                 | 安喜県 北平県 曲陽県 毋極県 | 安平県             | 県                 | 鮮虞県 義豊県 北平県 恒陽県 隋昌県 毋極県 深沢県 唐県 新楽県 安平県 |

## 唐代
618年（武徳元年）、唐が竇建徳を滅ぼすと、高陽郡は定州と改められた。742年（天宝元年）、定州は博陵郡と改称された。758年（乾元元年）、博陵郡は定州の称にもどされた。定州は河北道に属し、安喜・義豊・北平・望都・安険・曲陽・陘邑・唐・新楽の9県を管轄した。

## 宋代
1113年（政和3年）、北宋により定州は中山府に昇格した。中山府は河北西路に属し、安喜・新楽・無極・北平・望都・曲陽・唐の7県と軍城寨と北平軍を管轄した。
1129年（天会7年）、金により中山府は定州に降格した。後に定州は中山府の称にもどされた。中山府は河北西路に属し、安喜・新楽・無極・永平・慶都・曲陽・唐の7県と竜泉・軍城の2鎮を管轄した。

## 元代
元のとき、中山府は真定路に属し、安喜・新楽・無極の3県を管轄した。

## 明代以降
1369年（洪武2年）、明により中山府は定州と改められた。定州は真定府に属し、新楽・曲陽の2県を管轄した。
1724年（雍正2年）、清により定州は直隷州に昇格した。定州直隷州は直隷省に属し、曲陽・深沢の2県を管轄した。
1913年、中華民国により定州直隷州は廃止された。